# 比肯韦德
比肯韦德（德語：Birkenwerder）是德国勃兰登堡州的一个市镇，隶属于上哈弗尔县。总面积为18.12平方千米，截至2020年总人口为8133人。